# Reformierte Kirche Andelfingen

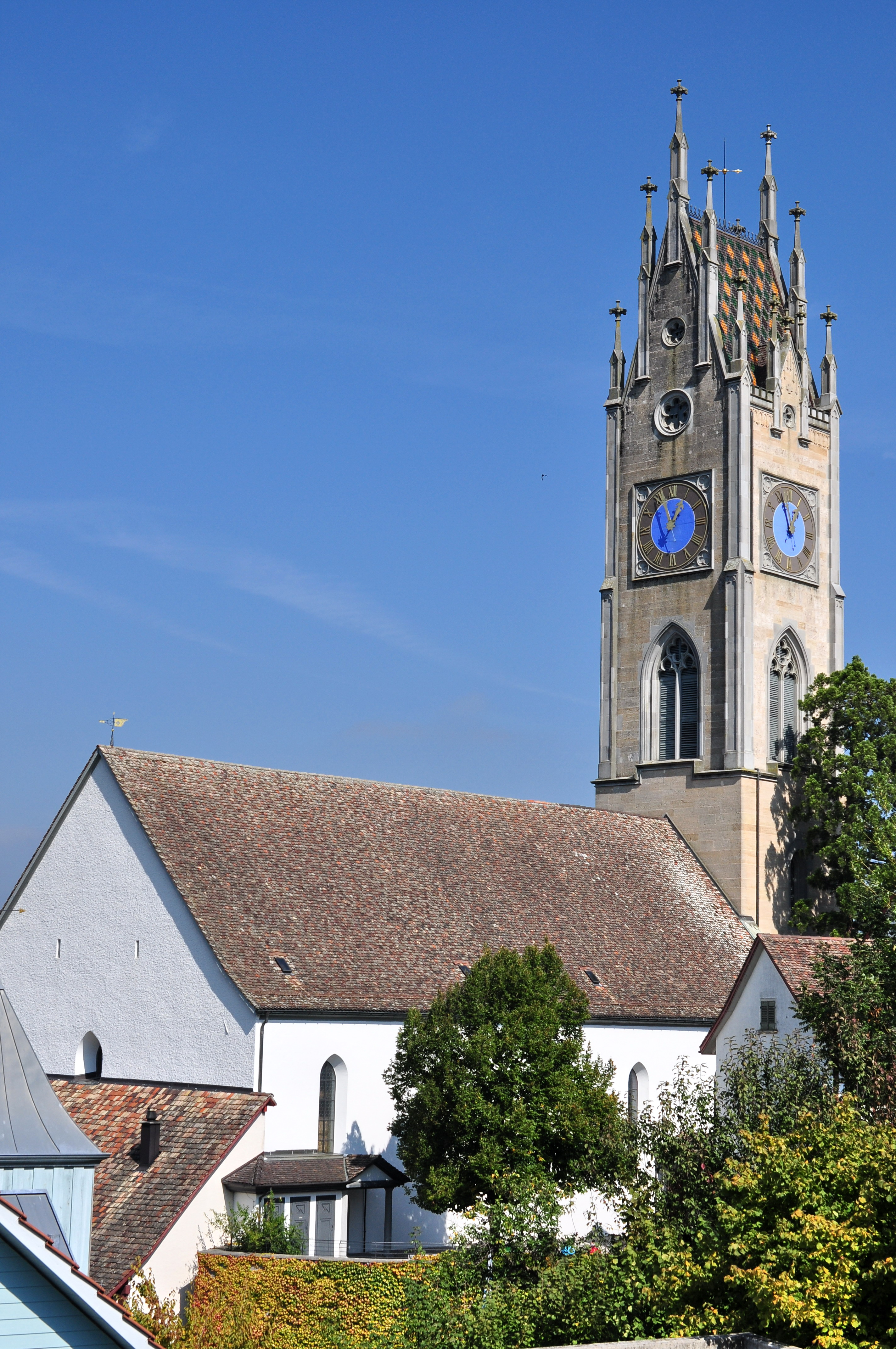
Reformierte Kirche Andelfingen

Die Reformierte Kirche Andelfingen ist die reformierte Dorfkirche mit neugotischem Turm der Gemeinde Andelfingen im Bezirk Andelfingen im Kanton Zürich.

## Geschichte

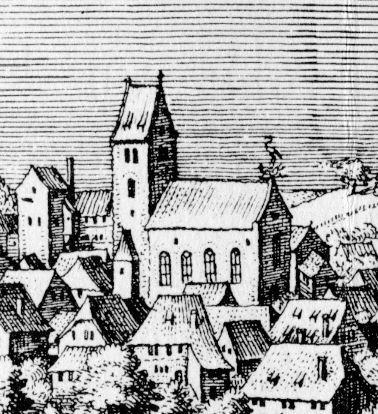
Darstellung der Kirche auf einem Stich von Merian 1642

Vermutlich gab es eine frühmittelalterliche Kapelle am heutigen Standort der Kirche, von der nur Mauerreste gefunden wurden. Die Kapelle wurde im Mittelalter mehrmals erweitert und stand unter dem Patronat der Schutzheiligen Placidus und Sigisbert, die sie aber mit der Reformation im 16. Jahrhundert verlor. Ein Kupferstich von Matthäus Merian aus dem Jahr 1642 zeigt eine massige Kirche mit einem für die Region typischen Käsebissenturm, der allerdings nicht sehr hoch war. Zu dieser Zeit gehörten zur Kirchgemeinde Andelfingen nebst den Dörfern Kleinandelfingen, Humlikon und Adlikon, die auch heute noch zur Kirchgemeinde gehören, auch die Dörfer Dorlikon, Volken, Dägerlen und Dorf.
1666 wurde die Kirche abgebrochen und durch einen Neubau ersetzt, der gegenüber der alten Kirche länger war und mit einer Empore versehen wurde. Einzig der Chor mit dem Turm wurde von der alten Kirche übernommen. In seinem Gewölbe wurden übertünchte Gemälde gefunden, die aus der Zeit vor der Reformation stammten.

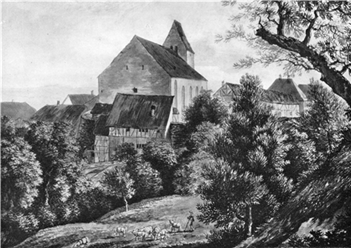
Kirche ungefähr 1810

Der niedere Kirchturm wirkte nach dem Ausbau der Kirche schlecht proportioniert. Die Traufe der Käsebisse war kaum höher als der First des Kirchendachs. Es wurde deshalb 1859 beschlossen, einen neuen höheren Turm zu bauen. Während des Baus des über dem Chor liegenden Turms stellte man fest, dass der Chor und dessen Fundament die höhere Last des neuen Turms nicht tragen konnte. Somit mussten der neue beinahe zur Dachtraufe aufgemauerte Turm und der darunter liegende Chor abgebrochen und durch Neubauten ersetzt werden. Der Chor wurde neu aufgebaut und dabei die Kirche weiter nach Osten verlängert, der Turm wurde auf der Ostseite vor den Chor gesetzt.
Bei einer Renovation 1969 und 1970 wurde der Innenraum neu gestaltet. Die Orgel wurde in den Chor verlegt, die Kanzel von der Wand weg in den Raum verlegt. Bei einem schweren Sturm im August 1982 wurden neun der sechzehn für den Kirchturm von Andelfingen typischen Fialen vom Turm geworfen. Die abstürzenden Bauteile richteten grossen Schaden an, aber es wurde niemand verletzt. Bei der Renovation von 2004 wurden Schäden am Kirchturm und an der Fassade beseitigt. Der Innenraum wurde neu gestaltet. Das Chorgestühl wurde entfernt und eine verschiebbare Kanzel aufgebaut, damit mehr frei nutzbarer Raum entstand.

## Architektur
Die Kirche ist eine Predigtkirche – eine für reformierte Kirchen typische Bauweise, bei der die Kanzel im Mittelpunkt steht und dekorative Elemente nur spärlich vorhanden sind. Auf der Ostseite des auf jeder Seite mit fünf Spitzbogenfenstern versehenen Kirchenschiffs steht der Chor mit rechteckigem Grundriss. Davor steht der 52 m hohe Kirchturm aus lokalem Tuffstein. Er trägt den Glockenstuhl, der in alle vier Richtungen mit Schallfenstern versehen ist. Darüber sind ebenfalls auf allen Seiten des Turms die Zifferblätter der Turmuhr angebracht, die von der lokalen Turmuhrenfabrik Mäder stammt. Darüber befinden sich auf der Giebelseite zwei runde Fenster. Das Dach ist mit sechzehn Fialen versehen, die den Kirchturm in der Region einzigartig machen.

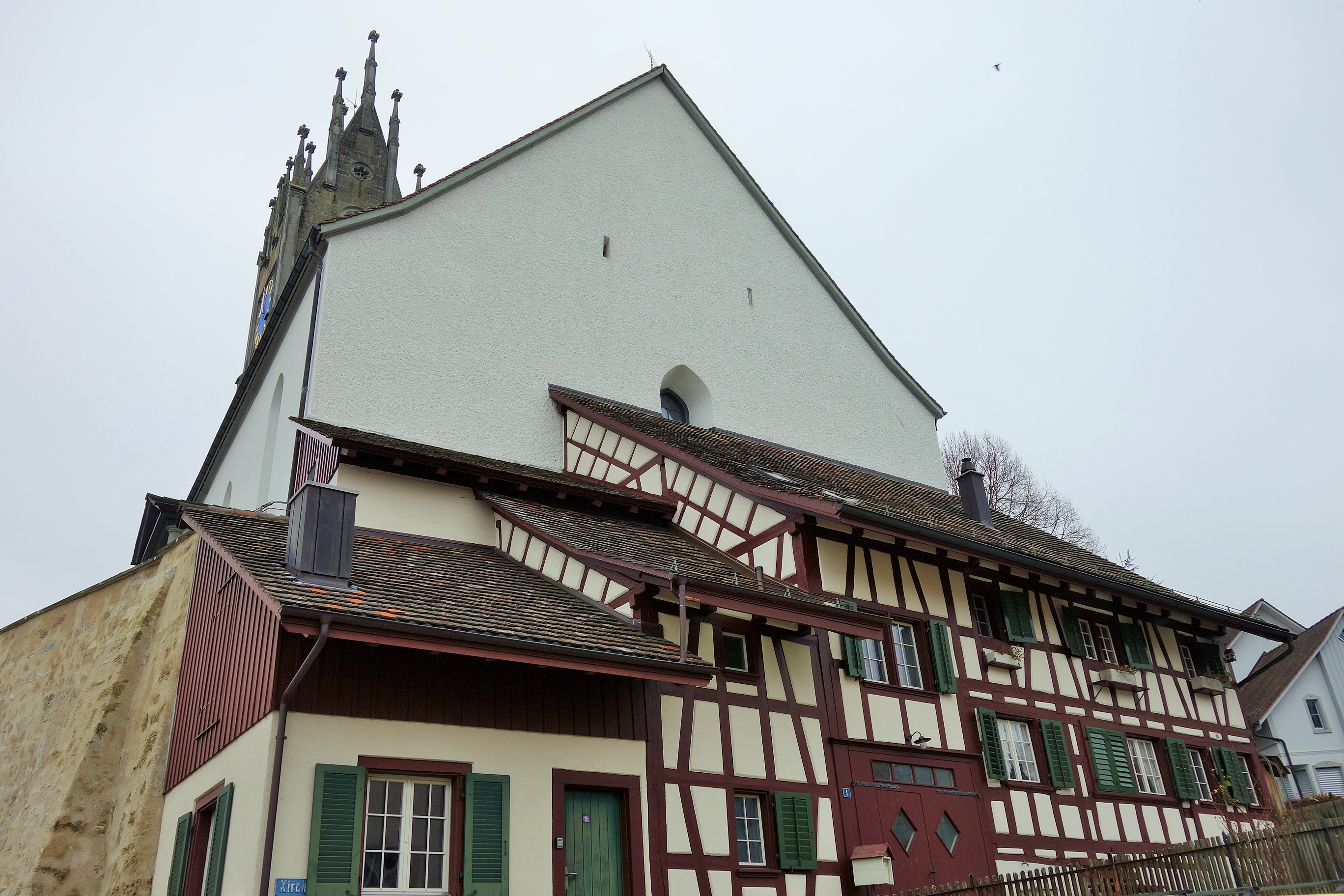
Lüthi-Haus an der Westseite der Kirche

Ein Kuriosum ist das an der Westseite an die Kirche angebaute Kleinbauernhaus, das Lüthi-Haus genannt wird. Es stammt aus dem mittleren 18. Jahrhundert, wurde aber 1922 beinahe abgebrochen. Das Riegelhaus schmiegt sich als Klebbau an die Kirche an, ist aber mit dieser nicht verbunden. Ursprünglich waren auch auf der Nordseite Klebhäuser an die Kirche gebaut, die aber im Zuge des Neubaus der Landstrasse von Winterthur nach Schaffhausen in den Jahren 1838 bis 1840 abgebrochen wurden.

## Orgel
Die erste Orgel wurde 1915 auf der Empore eingebaut. Es war eine pneumatische Membranladenorgel (II/P/33), die von Carl Theodor Kuhn (Männedorf) stammte. Sie wurde 1943 durch eine ebenfalls auf der Empore eingebaute Taschenladenorgel (II/P/35) ersetzt, die auch von Orgelbau Kuhn errichtet wurde.
Die heutige 1970 gebaute Schleifladenorgel (II/P/28) mit 1750 Pfeifen stammt von der Manufacture d’orgues St.-Martin aus dem Kanton Neuenburg. Sie ist nicht mehr auf der Empore, sondern auf der rechten Seite des Chors aufgestellt. Die Disposition lautet wie folgt:
| I Hauptwerk C–g3 |       |
| Pommer           | 16′   |
| Principal        | 8′    |
| Halbgedackt      | 8′    |
| Gemshorn         | 8′    |
| Oktave           | 4′    |
| Spitzflöte       | 4′    |
| Nazard           | 2 ⁄3′ |
| Superoktave      | 2′    |
| Mixtur           | 1 ⁄3′ |
| Trompete         | 8′    |
| Cornett          | 8′    |

| II Brustwerk (schwellbar) C–g3 |        |
| Gedackt                        | 8′     |
| Principal                      | 4′     |
| Rohrflöte                      | 4′     |
| Flöte                          | 2′     |
| Terz                           | 1 3⁄5′ |
| Quinte                         | 1 ⁄3′  |
| Scharf                         | 1′     |
| Krummhorn                      | 8′     |
| Regal                          | 8′     |
| Tremulant                      |        |

| Pedal C–f1  |     |
| Principal   | 16′ |
| Subbass     | 16′ |
| Oktave      | 8′  |
| Rohrgedackt | 8′  |
| Oktave      | 4′  |
| Mixtur      | 2′  |
| Posaune     | 16′ |
| Trompete    | 8′  |

- Koppeln: II/I, I/P, II/P
- Traktur: Schleifladen, mechanische Spieltraktur, mechanische Registertraktur

## Geläute
Das Geläute der Kirche besteht aus fünf Glocken, die einen H-Dur-Akkord bilden. Es wurde ursprünglich 1861 von der Glockengiesserei Keller gefertigt, deren Gründer Jakob Keller ein Andelfinger war. Die grösste Glocke musste 1867 durch Keller nachgegossen werden, die kleinste Glocke 1967 durch H. Rüetschi (Aarau).
Das Geläute der Kirche besteht aus folgenden Glocken:
- Grosse Glocke oder Stundenglocke (Ton: H0; Gewicht: 3237 kg)
- Betzeit- oder Mittagsglocke (Ton: Dis1; Gewicht: 1582 kg)
- Sturm- oder Feuerglocke (Ton: Fis1; Gewicht: 909 kg)
- Grab- oder Kinderglocke (Ton: H1; Gewicht: 369 kg)
- Gemeinde- oder kleine Glocke (Ton: Dis2; Gewicht: 207 kg)[4][5]

## Denkmalschutz

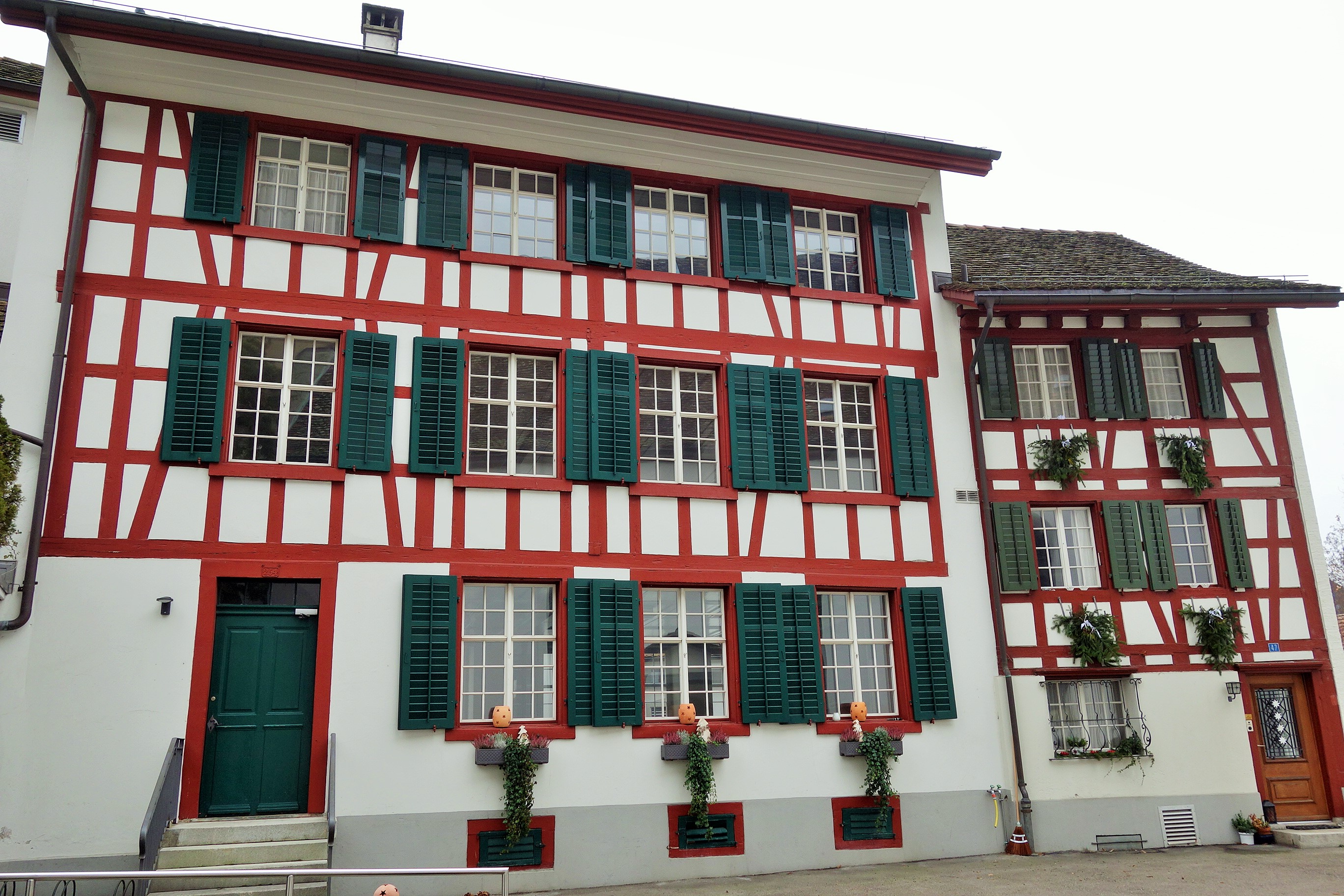
Ehemaliges Pfarrhaus

Die Kirche steht zusammen mit dem auf der Westseite angebauten «Lüthi-Haus» und dem ehemaligen Pfarrhaus, das als Kirchgemeindehaus genutzt wird, unter Denkmalschutz. Das Ensemble wurde unter der KGS-Nr. 7391 ins Schweizerische Inventar der Kulturgüter aufgenommen und gilt als Kulturgut von kantonaler Bedeutung.